# Comté de Livingston (Missouri)
Pour les articles homonymes, voir Livingston et Comté de Livingston.
Le comté de Livingston (anglais: Livingston County) est un comté de l'État américain du Missouri.

## Comtés voisins
- Comté de Grundy (au nord)
- Comté de Daviess (au nord-ouest)
- Comté de Linn (à l'est)
- Comté de Carroll (au sud)
- Comté de Chariton (au sud-est)
- Comté de Caldwell (au sud-ouest)

## Transports
- U.S. Route 36
- U.S. Route 65
- Missouri Route 190

## Villes
| - Avalon - Chillicothe - Chula | - Dawn - Ludlow - Mooresville | - Utica - Wheeling |  |